# Lipscomb, Texas
Lipscomb là một nơi ấn định cho điều tra dân số (CDP) thuộc quận Lipscomb, tiểu bang Texas, Hoa Kỳ. Năm 2010, dân số của nơi này là 37 người.

## Khí hậu
| Dữ liệu khí hậu của Lipscomb, Texas, 1991–2020 normals, extremes 1963–present | Dữ liệu khí hậu của Lipscomb, Texas, 1991–2020 normals, extremes 1963–present | Dữ liệu khí hậu của Lipscomb, Texas, 1991–2020 normals, extremes 1963–present | Dữ liệu khí hậu của Lipscomb, Texas, 1991–2020 normals, extremes 1963–present | Dữ liệu khí hậu của Lipscomb, Texas, 1991–2020 normals, extremes 1963–present | Dữ liệu khí hậu của Lipscomb, Texas, 1991–2020 normals, extremes 1963–present | Dữ liệu khí hậu của Lipscomb, Texas, 1991–2020 normals, extremes 1963–present | Dữ liệu khí hậu của Lipscomb, Texas, 1991–2020 normals, extremes 1963–present | Dữ liệu khí hậu của Lipscomb, Texas, 1991–2020 normals, extremes 1963–present | Dữ liệu khí hậu của Lipscomb, Texas, 1991–2020 normals, extremes 1963–present | Dữ liệu khí hậu của Lipscomb, Texas, 1991–2020 normals, extremes 1963–present | Dữ liệu khí hậu của Lipscomb, Texas, 1991–2020 normals, extremes 1963–present | Dữ liệu khí hậu của Lipscomb, Texas, 1991–2020 normals, extremes 1963–present | Dữ liệu khí hậu của Lipscomb, Texas, 1991–2020 normals, extremes 1963–present |
| Tháng                                                                         | 1                                                                             | 2                                                                             | 3                                                                             | 4                                                                             | 5                                                                             | 6                                                                             | 7                                                                             | 8                                                                             | 9                                                                             | 10                                                                            | 11                                                                            | 12                                                                            | Năm                                                                           |
| ----------------------------------------------------------------------------- | ----------------------------------------------------------------------------- | ----------------------------------------------------------------------------- | ----------------------------------------------------------------------------- | ----------------------------------------------------------------------------- | ----------------------------------------------------------------------------- | ----------------------------------------------------------------------------- | ----------------------------------------------------------------------------- | ----------------------------------------------------------------------------- | ----------------------------------------------------------------------------- | ----------------------------------------------------------------------------- | ----------------------------------------------------------------------------- | ----------------------------------------------------------------------------- | ----------------------------------------------------------------------------- |
| Cao kỉ lục °F (°C)                                                            | 84 (29)                                                                       | 90 (32)                                                                       | 95 (35)                                                                       | 100 (38)                                                                      | 105 (41)                                                                      | 114 (46)                                                                      | 114 (46)                                                                      | 110 (43)                                                                      | 108 (42)                                                                      | 103 (39)                                                                      | 92 (33)                                                                       | 81 (27)                                                                       | 114 (46)                                                                      |
| Trung bình tối đa °F (°C)                                                     | 74.1 (23.4)                                                                   | 78.0 (25.6)                                                                   | 86.6 (30.3)                                                                   | 91.4 (33.0)                                                                   | 96.2 (35.7)                                                                   | 101.2 (38.4)                                                                  | 104.4 (40.2)                                                                  | 103.5 (39.7)                                                                  | 98.9 (37.2)                                                                   | 93.5 (34.2)                                                                   | 82.8 (28.2)                                                                   | 72.8 (22.7)                                                                   | 106.4 (41.3)                                                                  |
| Trung bình ngày tối đa °F (°C)                                                | 49.9 (9.9)                                                                    | 53.4 (11.9)                                                                   | 63.2 (17.3)                                                                   | 71.4 (21.9)                                                                   | 80.1 (26.7)                                                                   | 89.3 (31.8)                                                                   | 94.5 (34.7)                                                                   | 93.1 (33.9)                                                                   | 85.3 (29.6)                                                                   | 73.7 (23.2)                                                                   | 61.2 (16.2)                                                                   | 50.3 (10.2)                                                                   | 72.1 (22.3)                                                                   |
| Trung bình ngày °F (°C)                                                       | 33.9 (1.1)                                                                    | 36.9 (2.7)                                                                    | 46.5 (8.1)                                                                    | 55.3 (12.9)                                                                   | 65.2 (18.4)                                                                   | 75.2 (24.0)                                                                   | 79.8 (26.6)                                                                   | 78.2 (25.7)                                                                   | 69.9 (21.1)                                                                   | 57.2 (14.0)                                                                   | 44.4 (6.9)                                                                    | 34.7 (1.5)                                                                    | 56.4 (13.6)                                                                   |
| Tối thiểu trung bình ngày °F (°C)                                             | 17.9 (−7.8)                                                                   | 20.5 (−6.4)                                                                   | 29.8 (−1.2)                                                                   | 39.1 (3.9)                                                                    | 50.2 (10.1)                                                                   | 61.0 (16.1)                                                                   | 65.1 (18.4)                                                                   | 63.4 (17.4)                                                                   | 54.4 (12.4)                                                                   | 40.7 (4.8)                                                                    | 27.7 (−2.4)                                                                   | 19.0 (−7.2)                                                                   | 40.7 (4.8)                                                                    |
| Trung bình tối thiểu °F (°C)                                                  | 3.4 (−15.9)                                                                   | 5.5 (−14.7)                                                                   | 12.7 (−10.7)                                                                  | 23.4 (−4.8)                                                                   | 34.1 (1.2)                                                                    | 48.8 (9.3)                                                                    | 56.4 (13.6)                                                                   | 54.0 (12.2)                                                                   | 39.3 (4.1)                                                                    | 24.1 (−4.4)                                                                   | 11.2 (−11.6)                                                                  | 4.1 (−15.5)                                                                   | −1.7 (−18.7)                                                                  |
| Thấp kỉ lục °F (°C)                                                           | −19 (−28)                                                                     | −19 (−28)                                                                     | −6 (−21)                                                                      | 12 (−11)                                                                      | 24 (−4)                                                                       | 40 (4)                                                                        | 45 (7)                                                                        | 44 (7)                                                                        | 27 (−3)                                                                       | 10 (−12)                                                                      | 1 (−17)                                                                       | −16 (−27)                                                                     | −19 (−28)                                                                     |
| Lượng Giáng thủy trung bình inches (mm)                                       | 0.62 (16)                                                                     | 0.61 (15)                                                                     | 1.41 (36)                                                                     | 1.89 (48)                                                                     | 3.07 (78)                                                                     | 3.46 (88)                                                                     | 2.40 (61)                                                                     | 2.92 (74)                                                                     | 1.78 (45)                                                                     | 2.30 (58)                                                                     | 0.94 (24)                                                                     | 1.16 (29)                                                                     | 22.56 (572)                                                                   |
| Lượng tuyết rơi trung bình inches (cm)                                        | 2.0 (5.1)                                                                     | 1.2 (3.0)                                                                     | 1.4 (3.6)                                                                     | 0.1 (0.25)                                                                    | 0.0 (0.0)                                                                     | 0.0 (0.0)                                                                     | 0.0 (0.0)                                                                     | 0.0 (0.0)                                                                     | 0.0 (0.0)                                                                     | 0.7 (1.8)                                                                     | 1.1 (2.8)                                                                     | 3.2 (8.1)                                                                     | 9.7 (24.65)                                                                   |
| Số ngày giáng thủy trung bình (≥ 0.01 in)                                     | 2.2                                                                           | 2.9                                                                           | 3.8                                                                           | 4.9                                                                           | 6.6                                                                           | 7.0                                                                           | 6.1                                                                           | 6.5                                                                           | 4.8                                                                           | 4.9                                                                           | 3.2                                                                           | 3.1                                                                           | 56.0                                                                          |
| Số ngày tuyết rơi trung bình (≥ 0.1 in)                                       | 0.7                                                                           | 0.5                                                                           | 0.5                                                                           | 0.0                                                                           | 0.0                                                                           | 0.0                                                                           | 0.0                                                                           | 0.0                                                                           | 0.0                                                                           | 0.2                                                                           | 0.4                                                                           | 0.7                                                                           | 3.0                                                                           |
| Nguồn 1: NOAA                                                                 |                                                                               |                                                                               |                                                                               |                                                                               |                                                                               |                                                                               |                                                                               |                                                                               |                                                                               |                                                                               |                                                                               |                                                                               |                                                                               |
| Nguồn 2: National Weather Service                                             |                                                                               |                                                                               |                                                                               |                                                                               |                                                                               |                                                                               |                                                                               |                                                                               |                                                                               |                                                                               |                                                                               |                                                                               |                                                                               |